# Beauchalot
Beauchalot är en kommun i departementet Haute-Garonne i regionen Occitanien i södra Frankrike. Kommunen ligger i kantonen Saint-Martory som tillhör arrondissementet Saint-Gaudens. År 2022 hade Beauchalot 659 invånare.

## Befolkningsutveckling
Antalet invånare i kommunen Beauchalot
Referens:INSEE